# Bogdan Kowalewski
Bogdan Kowalewski ps. Bodek (ur. 28 maja 1953 w Warszawie) – polski gitarzysta basowy.
Karierę muzyczną rozpoczynał od gry w zespole Breakout. W latach 1980–1986 oraz 1991–1992 grał w zespole Maanam, a jego riffy i solówki na gitarze basowej nadały charakter m.in. piosenkom: „Eksplozja”, „Zdrada”, „Lucciola” czy „Lipstick on the Glass”.
Po zawieszeniu działalności przez Maanam w 1986 ponownie występował i nagrywał z Tadeuszem Nalepą z Breakoutu (1986–1987 i 1989) – wziął udział w nagraniu jego koncertowej płyty pt. Live 1986 i albumu studyjnego pt. Sen szaleńca. W latach 1989–1990 wspomagał jako basista zespół Lady Pank (m.in. na koncertach w Czechosłowacji, gdzie uległ wypadkowi). W 1989 był członkiem zespołu Jumbo, współpracującego z Urszulą; zagrał na płycie pt. Urszula & Jumbo. Po reaktywacji Maanamu w 1991 wziął udział w trasie koncertowej zespołu oraz w nagraniu kolejnej płyty grupy pt. Derwisz i anioł.
W 1992 uległ groźnemu wypadkowi samochodowemu, który zakończył jego karierę gitarzysty basowego. Podjął wówczas pracę jako realizator dźwięku, w tej roli zadebiutował trzy lata wcześniej na koncertach z zespołem Tadeusza Nalepy w klubie Cricket w New Jersey. W latach 90. współpracował w Polsce jako akustyk m.in. z zespołem De Mono i Leszkiem Możdżerem. W latach 1997–2009 realizował dźwięk na koncertach Lady Pank, ponadto w 2008 współtworzył solową płytę Janusza Panasewicza jako kompozytor, instrumentalista i producent.
Mieszka w Czermnie w powiecie koneckim. Pozostawał w nieformalnym związku z Kayah.